# 東山霊山城の戦い
東山霊山城の戦い（ひがしやまりょうぜんじょうのたたかい）は、 日本の戦国時代における戦いの一つ。

## 戦いに至るまで
天文17年（1548年）、細川晴元に叛いた三好長慶は、翌天文18年（1549年）に江口の戦いの勝利によって入京を果たし、晴元、将軍・足利義輝とその父・ 義晴らは近江坂本へ退却した。
そこで、義晴・義輝父子は京都奪回を期し、天文19年（1550年）に中尾城、将軍山城を築城・増築した（義晴は5月に死去）。
しかし同年11月、京都に入った三好長慶以下4万の軍勢を前に、義輝方は一戦も交えずに坂本へ撤退し、これらの城は自焼没落あるいは三好方の城割りによって破却された。
その後、義輝方と三好氏の争いが続いたが、天文21年1月に義輝と長慶の間で和睦が成立し、10月27日に東山霊山城の築城が開始されることとなる。これは、義輝と長慶は手を結んでいたものの、京都奪還を狙う細川晴元らの脅威が存在していたためである。

## 戦闘
天文22年（1553年）3月8日、義輝と長慶は再び敵対することとなり、義輝は霊山城に入った。前年の12月の段階で、既に一部の幕臣が晴元に内通して長慶を排除しようと画策していたが、2月になると彼らの手引きで晴元が京都西北に出没、長慶は問題解決のため義輝に内通者の奉公衆から人質を要求したことが義輝の怒りに触れたのである。
7月、三好氏に対して叛いた芥川孫十郎の籠る摂津芥川山城を長慶が攻めていた際、7月28日に晴元が丹波から軍勢を率いて侵入して、三好方の小泉秀清が守る西院小泉城周辺に放火した。
7月28日、細川方の内藤彦七以下3000-4000人の軍勢によって、三好方の西院小泉城が攻撃された。義藤も晴元と手を組み、霊山を下り、北山に陣取った。
7月30日、義輝が自ら軍勢の指揮を取った。だが、義藤が出陣していたにもかかわらず、晴元の諸将は兵の消耗を恐れてか、一向に攻撃しようとしなかった。そのため、西院小泉城は陥落しなかった。
8月1日、長慶が西院小泉城救援のために上洛し、東山霊山城は三好方によって攻撃された。『言継卿記』天文二十二年八月一日条では、以下のように東山霊山城の戦いを伝えている。

「三好筑前守［長慶］人數、其外河内、和泉、大和、攝津、紀伊等人數二萬五千許上洛云々、武家［将軍足利義輝］辰下刻御出陣、舟岡に御座候、然處東山靈山御城、松田監物、三寶院衆、山中之磯谷等持之、今村紀伊守［慶満］人數取懸責之、今村源七以下五六人討死云々、其外十五六人手負有之、但松田監物生害云々、御城放火了、御無念之至也、其外自下大宮通、其西又二通三手に諸家勢上了、武家山中［舟岡山山中］へ御座被移云々、其外之人數山上へ取引之」

まず、1日の早朝より、長慶が河内、和泉、大和、摂津、紀伊からの援軍を得て、2万5千ほどともいわれる大軍を率いて上洛した。義輝が船岡山に陣取ったため、霊山城は松田監物、三宝院衆、磯谷氏らが守備に当たっていた。松田監物は、おそらく室町幕府奉行人を務める家系である松田氏の人物だと思われる。三宝院は醍醐寺の子院であり、寺領をめぐって三好氏と対立していたらしい。磯谷氏は山中村（現在の大津市山中町）周辺を基盤とした土豪である。
三好方では、今村慶満の軍勢が霊山城を攻めた。慶満は霊山城付近の渋谷越の流通を基盤とした今村氏の人物で、現地の地理を知悉していたと考えられる（阿弥陀ヶ峰城を参照）。戦闘の結果、三好方でも今村氏の一族など数人が戦死し、15、6人ほどの負傷者が出たものの、守備側では松田監物が自害し、三宝院衆にも負傷者が出て、霊山城には火の手が上がり陥落した。
なお陥落後、義輝は船岡山に籠ったが、翌8月2日に三好方の軍勢が船岡山に迫ったので、義輝一行は長坂越を経由し、8月5日に丹波山国荘を通過して近江の龍花に到着したのち、朽木へ向かった。霊山城陥落によって、義輝は5年間にもわたって朽木に幽居した。